# Nagbingou (Nagbingou)
Pour les articles homonymes, voir Nagbingou.
Nagbingou est une commune rurale et le chef-lieu du département de Nagbingou dans la province du Namentenga de la région Centre-Nord au Burkina Faso. 

## Géographie
Nagbingou est une localité relativement dispersée en termes de centres d'habitation situés sur les rive droite de la rivière Faga. Situé à 20 km à l'ouest de Taparko et à 25 km à l'ouest de Yalgo, le centre-ville est distant de plus de 60 km de Kaya, la plus importante ville à proximité.

## Histoire
Nagbingou a été érigé en chef-lieu du nouveau département créé en 1996 par scission des départements de Yalgo et Bouroum.
En février et mars 2020, une importante partie de la population de la ville et du département a fui vers Yalgo et Kaya en raison des activités terroristes intenses dans le secteur.

## Économie
L'agro-pastoralisme (principalement l'élevage de bovins, caprins et ovins) est l'activité économique principale du village, avec le commerce et l'artisanat, portés par la proximité de la mine d'or de Taparko située à une quinzaine de kilomètres à l'est.

## Éducation et santé
Nagbingou accueille un centre de santé et de promotion sociale (CSPS) tandis que le centre médical d'importance le plus proche est le centre hospitalier régional (CHR) de Kaya dans la province voisine.
Le village accueille une école publique primaire de trois classes.